# Entretien avec un vampire (film)
Cet article concerne le film. Pour le roman, voir Entretien avec un vampire.
Série
La Reine des damnés
(2002)
Pour plus de détails, voir Fiche technique et Distribution.
Entretien avec un vampire (Interview with the Vampire) est un film américain réalisé par Neil Jordan, sorti en 1994. Il s'agit de l'adaptation du roman du même nom d'Anne Rice (1976).
Ce long métrage est dédié à l'acteur River Phoenix, décédé en 1993. Il aurait dû incarner le journaliste Daniel Malloy, rôle repris, après sa mort, par Christian Slater.

## Synopsis
De nos jours, dans une chambre d'hôtel de San Francisco, un journaliste enregistre sur son magnétophone le récit d'un vampire vieux de plusieurs siècles.
Louis de Pointe du Lac était un jeune propriétaire de domaine agricole, la Pointe-du-lac, près de La Nouvelle-Orléans en 1791. Après le décès en couches de sa femme, il rencontre un vampire, Lestat de Lioncourt, qui lui offre l'immortalité, en échange d'une vie luxueuse de colon français. Après avoir profité de son dernier coucher de soleil, Louis est presque vidé de son sang par Lestat, qui lui offre ensuite sa propre substance de vampire. La vie de mortel de Louis est alors terminée. Ses sens sont décuplés, il découvre un monde aux senteurs, aux sons inédits, mais une vie fondée sur la mort des autres. Ceux qui font don de leur sang contre leur gré.
Les deux compagnons demeurent quelque temps à la Pointe-du-lac avant d'être découverts et chassés par les esclaves de l'exploitation. Ils partent se réfugier dans l'exploitation voisine pour une nuit, avant d'être à nouveau expulsés par la maîtresse des lieux, Babette, qui les avait pourtant accueillis. Ils élisent finalement domicile dans un hôtel de La Nouvelle-Orléans.
Les deux vampires ne vivent pas leur état de la même manière. Louis pose inlassablement des questions sur cet état, leurs origines, leurs pouvoirs, etc., mais Lestat n'y répond jamais, bien qu'il semble avoir certaines réponses. Louis éprouve également du dégoût envers leur manière de se nourrir, car il ne veut pas tuer d'humain, et préfère boire le sang des animaux pour subvenir à ses besoins. Lestat trouve les troubles de Louis absurdes et le provoque souvent sur ce sujet, tuant de son côté au moins un humain par soir.
Une nuit, Lestat transforme en vampire une fillette, Claudia, pour s'assurer que Louis reste avec lui. Mais Claudia, très attachée à Louis, ne s'entend pas avec Lestat, lui reproche notamment de l'avoir transformée en vampire alors qu'elle était encore une enfant, ce qu'elle restera de ce fait pour toujours. Elle décide de supprimer leur maître-vampire à tous deux, lui faisant boire le sang de deux enfants morts - Lestat avait prévenu qu'en buvant le sang d'un mourant, un vampire risquait de mourir avec lui. Avec l'aide de Louis, elle se débarrasse du corps dans les marécages bordant le lac Pontchartrain. Mais Lestat n'est pas mort et revient quelque temps plus tard, la veille du départ de Claudia et Louis pour l'Europe. La discussion n'a pas le temps de s'entamer que, déjà, Lestat est couvert de flammes, et une seconde fois laissé pour mort.
Après un voyage en Europe et en Égypte, Claudia et Louis ne trouvent pas trace de membres de leur espèce. Finalement, c'est à Paris qu'ils rencontrent Armand et son Théâtre des Vampires. Le groupe vit dans le sous-sol du théâtre où ils donnent des représentations à un public de mortels. Le plus ancien d'entre eux, Armand, se présente comme le doyen des vampires sur terre. Une liaison forte s'installe entre lui et Louis, mais Claudia constitue un obstacle à leur coexistence. Les autres membres de la troupe, dont Santiago, désirent la mort des nouveaux venus : celle de Claudia pour avoir tué leur maître-vampire, et celle de Louis pour avoir « fait » Claudia, car, comme le lui explique Armand, « il est interdit de les faire si jeunes ». Pour procurer un substitut à son absence lorsqu'il aura quitté sa fille pour Armand, Louis accepte d'offrir Madeleine, comme compagne, à Claudia. La vie de vampire de celle-ci sera de courte durée, car une nuit, la troupe de théâtre s'empare de Claudia, de Madeleine et de Louis. Ce dernier est enfermé dans un cercueil, emmuré, tandis que ses deux compagnes sont condamnées à mort par exposition aux rayons du soleil, dans un puits profond. Louis est libéré par Armand, et se rue vers le puits pour tenter de sauver Claudia. Mais hélas, il arrive trop tard et tombe sur les corps calcinés. Envahi d'une haine et d'une colère atroce, il décide de se venger en brûlant le théâtre juste avant l'aube, ce qui ne laisse aucune chance à ses occupants de s'en sortir. Puis il est rejoint par Armand qui le sollicite pour être son compagnon, proposition qu'il refuse. Il part ensuite faire un long voyage, et finit par revenir à La Nouvelle Orléans. Là, il retrouve Lestat, toujours vivant mais reclus, dans leur ancienne demeure qui a été délaissée depuis. Louis ne reste pas, malgré les supplications de son ancien maître.
Après ce récit, le journaliste demande à Louis de le transformer en vampire, ce qu'il refuse. Furieux, Louis tente de lui expliquer que la vie en tant que vampire n'est pas meilleure que celle des êtres humains, puis se volatilise. Finalement, c'est Lestat, à nouveau plein d'énergie, qui surprend le journaliste dans sa voiture et le mord, mais pas jusqu'à le tuer. Il prend le volant, et lui donne alors le même choix qu'a eu Louis : le choix qu'il n'a jamais eu.

## Thèmes
Humanité dans la monstruosité
Entretien avec un vampire explore le thème de l'humanité du monstre à travers le personnage de Louis. Son conflit moral, son attachement émotionnel, sa quête de sens et d'identité, sa résistance à la transformation totale et la préservation de sa vulnérabilité soulignent une humanité persistante malgré sa nature vampirique. Louis incarne ainsi un monstre complexe, reflétant la dualité entre sa condition de vampire et les éléments fondamentaux de son humanité. " Louis est montré comme le plus humain des vampires. Même si, au cours du film, il accepte son immortalité et sa condition de vampire, Louis reste très attaché à sa nature humaine." Ce thème offre une perspective nuancée sur la compréhension des monstres dans le contexte cinématographique.
Immortalité
Dans Entretien avec un vampire, l'exploration de la dualité entre la peur de mourir et la peur de l'immortalité est profondément ancrée dans le personnage de Louis de Pointe du Lac. Alors que la plupart des humains redoutent naturellement la fin de leur existence, Louis, en tant que vampire, éprouve une angoisse particulière envers la perspective d'une vie éternelle.
La peur de l'immortalité chez Louis est façonnée par plusieurs éléments complexes. Contrairement à d'autres vampires, Louis refuse de céder totalement à sa nature prédatrice  Cette réticence à tuer des humains pour se nourrir renforce sa conviction que l'immortalité, loin d'être une bénédiction, est plutôt une malédiction morale qui le condamne à perpétuer des actes qu'il considère comme moralement répréhensibles.
La lassitude existentielle de Louis est une autre facette de sa peur de l'immortalité. Vivre à travers les siècles et être témoin de la répétition des erreurs humaines crée un ennui profond et accentue son anxiété face à une existence qui semble dépourvue de toute nouveauté ou pertinence.
Sa quête constante de sens dans cette existence éternelle souligne son angoisse existentielle. La perspective de l'immortalité, loin d'apporter une clarté ou un but à sa vie, accentue plutôt le sentiment de perte de sens, intensifiant ainsi sa peur de l'immortalité comme un fardeau psychologique incommensurable.
Innocence/Monstruosité
Le thème de l'innocence et de la monstruosité se manifeste de manière poignante dans "Entretien avec un vampire". Ce thème explore la manière dont les vampires, malgré leur nature prédatrice et monstrueuse, peuvent conserver des éléments d'innocence, et comment la monstruosité peut surgir même au sein des êtres en apparence innocents.
- Perte d'innocence : La transformation en vampire est souvent associée à la perte d'innocence. Claudia, un personnage central, en est un exemple frappant. Transformée à un jeune âge en vampire, elle conserve l'apparence d'une enfant tout en portant en elle les instincts et la cruauté des vampires, illustrant la collision entre l'apparence innocente et la réalité monstrueuse.
- Complexité émotionnelle : Les vampires, en particulier Louis, montrent une complexité émotionnelle qui contredit souvent leur image de monstres sanguinaires. Leur capacité à ressentir la douleur, le chagrin et la quête de sens souligne une humanité persistante au milieu de leur condition monstrueuse.

La fascination
Le thème de la fascination est central dans "Entretien avec un vampire".
- Séduction et attraction : Les vampires, en particulier Lestat, sont souvent représentés comme des figures séduisantes qui exercent une fascination irrésistible sur les humains. Cette séduction est à la fois magnétique et effrayante, créant un mélange complexe d'attraction et de répulsion.
- Tentation du mal : La fascination dans le film est souvent liée à la tentation du mal. Les vampires représentent une force obscure et séduisante, attirant les humains dans un monde de désirs interdits et de plaisirs interdits. Cela souligne la dualité entre l'attrait envers le mal et la conscience morale.
- La fascination pour l'éternité : La perspective de l'immortalité elle-même suscite une fascination. Les vampires, malgré les défis et les peines, continuent à intriguer les humains qui peuvent être attirés par l'idée de vivre éternellement et de transcender les limites de la mortalité.
- Désir de comprendre : Les personnages humains, tels que le journaliste joué par Christian Slater, manifestent une fascination pour les vampires. Ils sont attirés par le désir de comprendre leur existence mystérieuse, leurs pouvoirs surnaturels et les implications de l'immortalité.

Ce thème de la fascination enrichit l'intrigue en créant des relations complexes et dynamiques entre les personnages, tout en explorant les nuances de l'attraction envers l'inconnu et les aspects sombres de la nature humaine.
Homosexualité
Selon Science-Fiction magazine, le thème de l'homosexualité dans la littérature vampirique est abordé dans cet ouvrage. En effet, Lestat, pour de nombreuses raisons plus ou moins obscures, décide de se trouver un compagnon pour partager une vie éternelle. Le vampire Armand a été transformé en vampire par son maître et amant Marius, et ce même magazine voit dans le trio Lestat, Louis et Claudia un modèle d’homoparentalité avec une fille adoptive.

## Fiche technique
Sauf indication contraire, les informations mentionnées dans cette section peuvent être confirmées par la base de données cinématographiques IMDb,  présente dans la section « Liens externes ».
- Titre original : Interview with the Vampire
- Titre français : Entretien avec un vampire
- Réalisation : Neil Jordan
- Scénario : Anne Rice, d'après son roman du même nom (Interview with the Vampire)
- Musique : Elliot Goldenthal
- Direction artistique : Malcolm Middleton
- Décors : Dante Ferretti
- Costumes : Sandy Powell
- Photographie : Philippe Rousselot
- Montage : Mick Audsley et Joke van Wijk
- Production : David Geffen et Stephen Woolley
- Coproduction : Redmond Morris
- Société de production : Geffen Pictures
- Société de distribution : Warner Bros. Pictures
- Budget : ~ 60 millions de dollars
- Pays de production :  États-Unis
- Langues : anglais, français
- Format : couleur - 1,85:1 - Dolby Digital / SDDS - 35 mm
- Genres : fantastique, horreur
- Durée : 123 minutes
- Dates de sortie : 
  - États-Unis : 11 novembre 1994
  - France : 21 décembre 1994
- Classification :
  -  États-Unis : R
  -  France : interdit aux moins de 12 ans lors de sa sortie.

## Distribution
- Tom Cruise (VF : Jean-Philippe Puymartin, VQ : Gilbert Lachance) : Lestat de Lioncourt
- Brad Pitt (VF : William Coryn, VQ : Daniel Picard) : Louis de Pointe du Lac
- Kirsten Dunst (VF : Jennifer Lauret, VQ : Aline Pinsonneault) : Claudia
- Antonio Banderas (VF : Serge Faliu, VQ : Luis de Cespedes) : Armand
- Stephen Rea (VF : Philippe Peythieu, VQ : Jean-Marie Moncelet) : Santiago
- Christian Slater (VF : Patrick Borg, VQ : Pierre Auger) : Daniel Malloy
- Domiziana Giordano : Madeleine
- Laure Marsac : la femme mortelle sur scène au théâtre
- John McConnell : le joueur
- Bellina Logan : la fille à la taverne
- Thandie Newton (VF : Barbara Delsol) : Yvette
- Lyla Hay Owen : la veuve St. Clair
- Lee E. Scharfstein : l'amant de la veuve St. Clair
- Indra Ové : la prostituée à La Nouvelle-Orléans
- Helen McCrory : la seconde prostituée
- Roger Lloyd-Pack : le professeur de piano
- Sara Stockbridge : Estelle
- Marcel Iureș, Susan Lynch, Andrew Tiernan : des vampires à Paris

Sources et légende : version française (VF) sur Allodoublage. version québécoise (VQ) sur Doublage Québec

## Production

### Choix des interprètes
- River Phoenix aurait dû jouer le rôle de l'interviewer, mais il est décédé peu de temps avant le début du tournage[7]. Leonardo DiCaprio a également été approché pour le rôle tout comme Stephen Dorff, mais c'est finalement Christian Slater qui fut choisi. Il fit don de son cachet à l'œuvre de charité à laquelle contribuait River Phoenix.
- Christina Ricci, Dominique Swain, Julia Stiles, Erin Moore et Evan Rachel Wood avaient auditionné pour le rôle de Claudia.
- L'autrice Anne Rice avait écrit le rôle de Lestat en pensant à Rutger Hauer et Julian Sands. Elle fut déçue d'apprendre que Tom Cruise devait tenir le rôle, et fit part de ses inquiétudes quant à sa prestation. Après avoir assisté à une projection, pleinement satisfaite de sa performance, elle écrivit une lettre d'excuses à Tom Cruise[8].
- Johnny Depp, Jeremy Irons, John Malkovich, Peter Weller, Alexander Godunov, et Daniel Day-Lewis s'étaient également vu proposer le rôle de Lestat. Même Brad Pitt, qui incarne Louis, devait incarner le rôle.

### Tournage
Le tournage a lieu du 18 octobre 1993 jusqu'au mois d'avril 1994 à Londres et aux studios Pinewood (Royaume-Uni), Paris (Opéra de Paris et rue de Rivoli), la plantation Destrehan, San Francisco, La Nouvelle-Orléans et Shreveport (États-Unis).

### Musique
Outre la musique d'Elliot Goldenthal, on y entend aussi Sympathy for the Devil, une chanson des Rolling Stones reprise, pour le film, par le groupe Guns N' Roses.

## Accueil

### Critiques
Il recueille 62 % de critiques positives, avec un score moyen de 5,9/10 et sur la base de 53 critiques collectées, sur le site internet Rotten Tomatoes. Il obtient un score de 59/100, sur la base de 19 critiques, sur Metacritic. En 2008, le magazine Empire l'a classé à la 281e place dans sa liste des 500 meilleurs films de tous les temps.
En France, le film obtient une note moyenne de 3,2⁄5 sur le site Allociné, qui recense cinq titres de presse. Il est toutefois noté 4 sur 5 par les spectateurs.

### Box-office
Le film a rapporté 223 664 608 de dollars au box-office mondial (dont 105 264 608 de dollars aux États-Unis), arrivant à la 9e place du box-office, en 1994. En France, il a réalisé 1 636 853 entrées.

## Distinctions
Sauf mention contraire, cette liste provient d'informations de l'Internet Movie Database.

### Récompenses
- BAFTA Awards de la meilleure photographie et de la meilleure direction artistique en 1995.
- Saturn Awards des meilleurs costumes (Sandy Powell), du meilleur film d'horreur, des meilleurs maquillages (Rick Baker et Ve Neill) et de la meilleure jeune actrice (Kirsten Dunst) en 1995.
- MTV Movie awards du meilleur acteur pour Brad Pitt et de la révélation féminine pour Kirsten Dunst en 1995.
- Ruban d'argent des meilleurs décors en 1995.
- International Horror Guild Award du meilleur film en 1995.
- Prix du plus mauvais couple (Tom Cruise et Brad Pitt) lors des Razzie Awards 1995.

### Nominations
- Oscar de la meilleure direction artistique (Dante Ferretti et Francesca Lo Schiavo) et de la meilleure musique (Elliot Goldenthal), en 1995.
- Golden Globes de la meilleure musique et du meilleur second rôle féminin (Kirsten Dunst) en 1995.
- BAFTA Awards des meilleurs costumes et du meilleur maquillage en 1995.
- Saturn Awards du meilleur acteur (Tom Cruise et Brad Pitt), meilleur réalisateur, meilleurs maquillages (Stan Winston et Michèle Burke) et meilleure musique en 1995.
- Prix Hugo du meilleur film en 1995.
- MTV Movie Awards du meilleur film, du meilleur méchant (Tom Cruise) et du meilleur duo à l'écran (Brad Pitt et Tom Cruise) en 1995.